# Млин (Рембрандт)
Млин (нід. De molen) — картина голландського художника Рембрандта Гарменса ван Рейна, що була створена в період близько 1645—1648 років. Він був сином мельника, проте картин із зображенням вітряків в його творчості дуже мало.
Навколо картини існувало багато міфів, серед яких те, що це зображення млина батька Рембрандта. Дехто інтерпретував важку атмосферу сюжету настроєм ван Рейна в період середини 1650-х років, коли він зіткнувся з серйозними фінансовими труднощами. Лише під час реставрації в 1970-х роках було виявлено, що спочатку небо було виконане блакитними фарбами, ще говорить про картину, як про потужно виразний твір, де підкреслюється відчуття драматичного протистояння між млином та силами природи. Поціновувачі ХІХ століття вважали картину однією із найвидатніших творінь живописця. Вони відзначали драматичний силует млина на тлі темного грозового неба, не підозрюючи, що в їх уяві «романтична аура та насичений золотистий відтінок сцени» викликані лише потемнілим від часу знебарвленим лаком.
Від початку створення картина неодноразово належала вельможним представникам Франції та Великої Британії. В 1911 році була придбана за 100 000 фунтів стерлінгів, що в перерахунку на сучасний курс становило приблизно £ 7,817,220. В той час за ці кошти можна було придбати 3636 коней, або 10 319 корів чи 185 185 мотків шерсті вівці. Якщо перевести суму в заробітну платню кваліфікованого комерсанта, то це був еквівалент виплати за 303 030 днів праці.
«Млин» під інвентарним номером 1942.9.62 з 1942 року зберігається в Національній галереї мистецтва міста Вашингтон, США.

## Історія
Деякі з дослідників вважають, що активність художника між 1642—1651 роками була надзвичайно низькою, оскільки відомо лише близько 30 картин того періоду. Проте саме в 1640-х роках пейзаж зайняв помітну роль у творчості ван Рейна. Це підтверджується як багатьма малюнками та гравюрами з пейзажами, так і певними картинами. Зниження активності художника могла бути пов'язана з цілим рядом обставин. В 1642 році померла його перша дружина — Саскія ван Ейленбюрх. Ще під час її хвороби художник мусив вдатися до послуг Гертьє Діркс, яка спершу стала покоївкою та доглядальницею за малолітнім сином, а згодом і коханкою Рембрандта. Для ведення домашнього господарства була найнята нова покоївка — Гендрік’е Стоффельс. Таким чином в житті художника за короткий проміжок часу з'явилися дві жінки, які залишили певний слід в його творчості. Іншою обставиною стало погіршення матеріального стану. Намагаючись втримати все більші витрати Рембрандт дедалі частіше брав у близьких друзів у борг значні суми. Проте, це не тільки не покращило його становище, а й, навпаки, наближало невідворотне банкрутство.
Обставини створення картини «Млин», а також місце її перебування упродовж тривалого часу з моменту написання, залишаються мало дослідженими. Перші задокументовані відомості з'являються в Парижі, де вона разом зі ще п'ятьма роботами Рембрандта стала частиною відомої колекції Філіппа II Орлеанського. Після смерті останнього картина перейшла у власність його синові — Людовику де Бурбону, герцогу Орлеанському. Він так само заповів картину своєму нащадку — Луї Філіппу II, герцогу Орлеанському. Останній, за рік до своєї смерті, виставив на продаж частину колекції, де серед інших голландських, німецьких та фламандських картин опинилася й робота Рембрандта «Млин». В 1792 році колекціонер й артдилер Томас Мур Слейд (англ. Thomas Moore Slade) придбав її та привіз до Лондону, де в червні 1793 року вона отримала нового власника. Ним став британський політик та член парламенту — Вільям Сміт, який придбав її за 500 фунтів стерлінгів. Принаймні до 1815 року «Млин» перебував у його власності допоки Сміт не передав картину для виставки — Британському інституту. Наступні відомості про картину з'являються в 1824 році, коли вона потрапила до опису приватної колекції Генрі Петті-Фіцморіса III, маркіза Лансдаун. Він заповів її синові Генрі Петті-Фіцморісу IV, маркізу Лансдаун. який, зі свого боку, включив картину до спадку своєму старшому синові — Генрі Петті-Фіцморісу V, маркізу Лансдаун. Останній у квітні 1911 року продав картину «Млин» через артдилерську компанію Arthur J. Sulley & Co. за 100 000 фунтів стерлінгів американському колекціонеру мистецтва, який був одним із засновників вашингтонської Національної галереї мистецтв — Джозефу Ерлу Віденеру. Ще за його життя робота ван Рейна перейшла у власність старшому синові Пітеру Аррелла Браун Старшому, який в 1942 році, виконуючи доручення батька, передав картину в дарунок Національній галереї мистецтва міста Вашингтон.

## Опис

### Сюжет
Сюжетом для картини міг слугувати реально існуючий млин, який Рембрандт зобразив на одному зі своїх офортів. Це був так званий Маленький смердючий млин (Little Stink Mill), який стояв на рештках фортеці De Passeerde вздовж міської стіни, що проходила по західній стороні Амстердама. Млин належав Гільдії шкіряників, а його назва походить від процесу з пом'якшення дубленої шкіри шляхом її обробки олією з печінки тріски. Рембрандт настільки детально дослідив млин та його околиці, що, ймовірно, виконав значну частину роботи на місці, а решту закінчив у майстерні.
Серед дослідників творчості Рембрандта ця картина вважається приголомшливим ландшафтним твором із млином у центрі. У нижній частині полотна зображено широкий рів, на якому стоїть зруйнований і занедбаний бастіон. Саме на його руїнах збудований величний млин, а неподалік розкинулися кілька невеликих котеджів. До млина веде стежка, яку художник зобразив у лівій частині картини. Саме в цьому місці можна спостерігати невеликий міст, який перетинає шлюз, який слугує статичним орієнтиром. Картина «Млин» наповнена багатьма персонажами, які зображені за побутовими справами. Присутні сцени, де жінка з маленькою дитиною прямують до води, а чоловік у човні справа зображений під час греблі. Глядач може спостерігати за жінкою, яка стоїть біля води й пере білизну, а чоловік біля неї спостерігає за дійством. На перший погляд, картина «Млин» здається картиною спокою й майже рефлексивного настрою, з відсутністю видимої активності та динаміки. Проте, більш ретельне вивчення дозволяє побачити, як багато людей займаються своїми щоденними справами, немов би оживляючи своєю діяльністю картину. Вона беззаперечно яскрава та сповнена життя і руху, хоча на перший погляд здається, що картина занурена в тінь. Вечірнє світло неба, слабке сонячне проміння намальовані так, щоб ніби оживити картину. Освітлення навколишніх хмар та крил млина покликане виділити споруду не даючи їй «розчинитися» в пітьмі, що насувається. Використання кольору та тіні дуже важливе в цій картині. Хоча основне забарвлення виконане в чорних, сірих та коричневих відтінках, що представляють згасаюче світло на небі, «легкість» відтінків неба викликає відчуття грози й допомагає підкреслити блискучу красу млина. Важко визначити задум художника й зрозуміти чи назріває шторм, чи він уже пройшов, оскільки вода здається досить спокійною.

Тривалий час картина «Млин» вважалася меланхолічною, що виражалося у виконанні жовтими відтінками. Саме тому, справжньою сенсацією стала реставрація, в ході якої виявилося, що це був лише старий знебарвлений лак. Тепер небо, яке раніше виглядало невиразно жовтим, стало світлим з хмарами, такими ж напівпрозорими, як снігова буря. Це, так би мовити, виділило річку, вигляд якої покращився завдяки відбиттю блакитного неба і більше не нагадувало гігантську жовту калюжу. Переводячи погляд від неба й до землі можна помітити, що Рембрандт зобразив простір пейзажу відносно неглибоким. Це стає очевидним порівнюючи пейзажі таких сучасників Рембрандта, як Яна ван Гоєна, Якоба ван Рейсдала, Мейндерта Гоббеми та Філіпса Конінка з їх краєвидами рівнинної голландської землі. Рембрандт не дає змоги глядачеві зануритися в мрії від побаченого. Сутність картини — саме цей млин, ця стежка, ця ділянка річки. Звичайна сцена, примітивне місце, яке бачив кожен під час заміської прогулянки, а дехто заносив до етюдника.

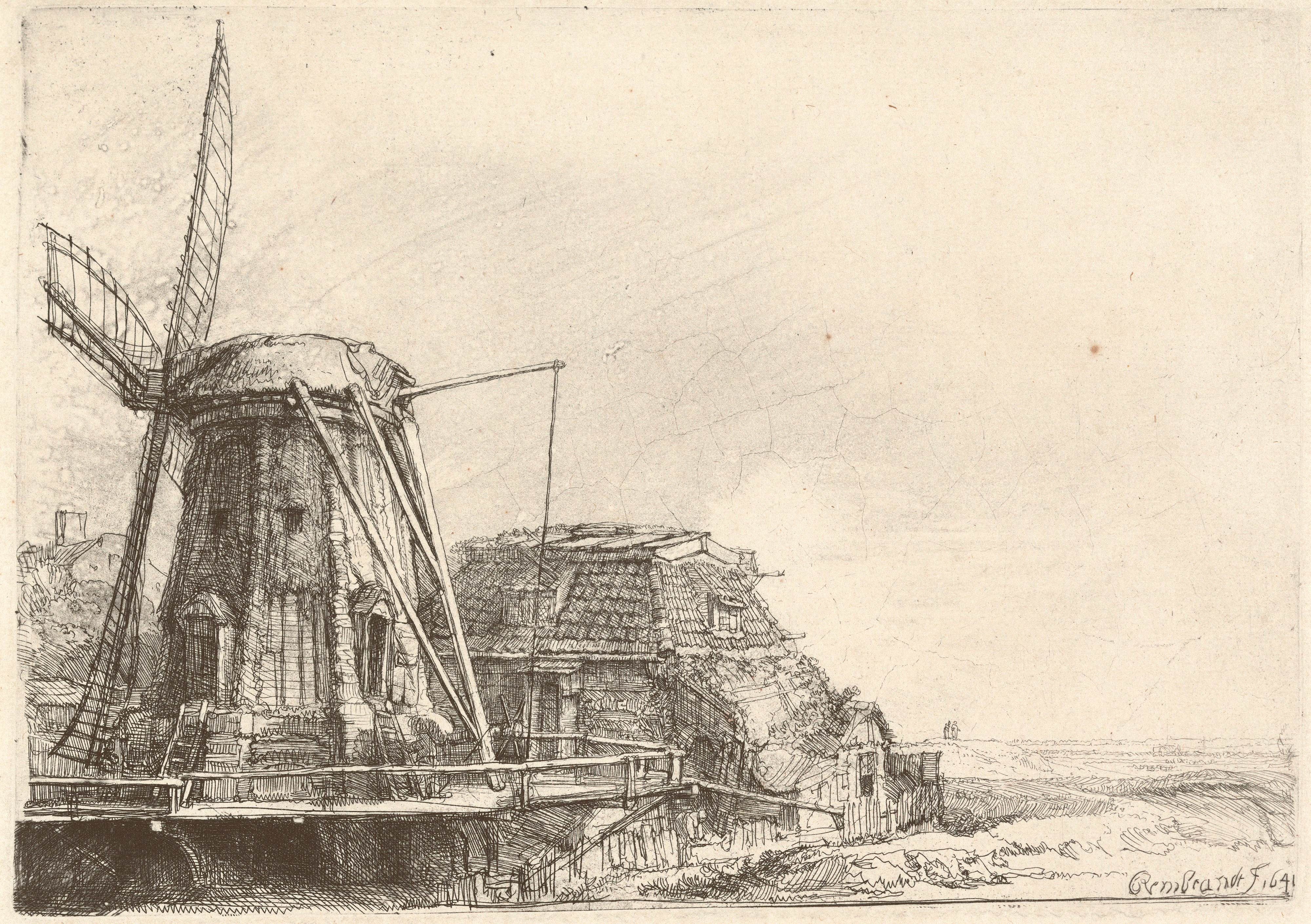
Офорт Рембрандта Little Stink Mill зображає справжній млин, який стояв на рештках фортеці De Passeerde вздовж міської стіни, що проходила по західній стороні Амстердама
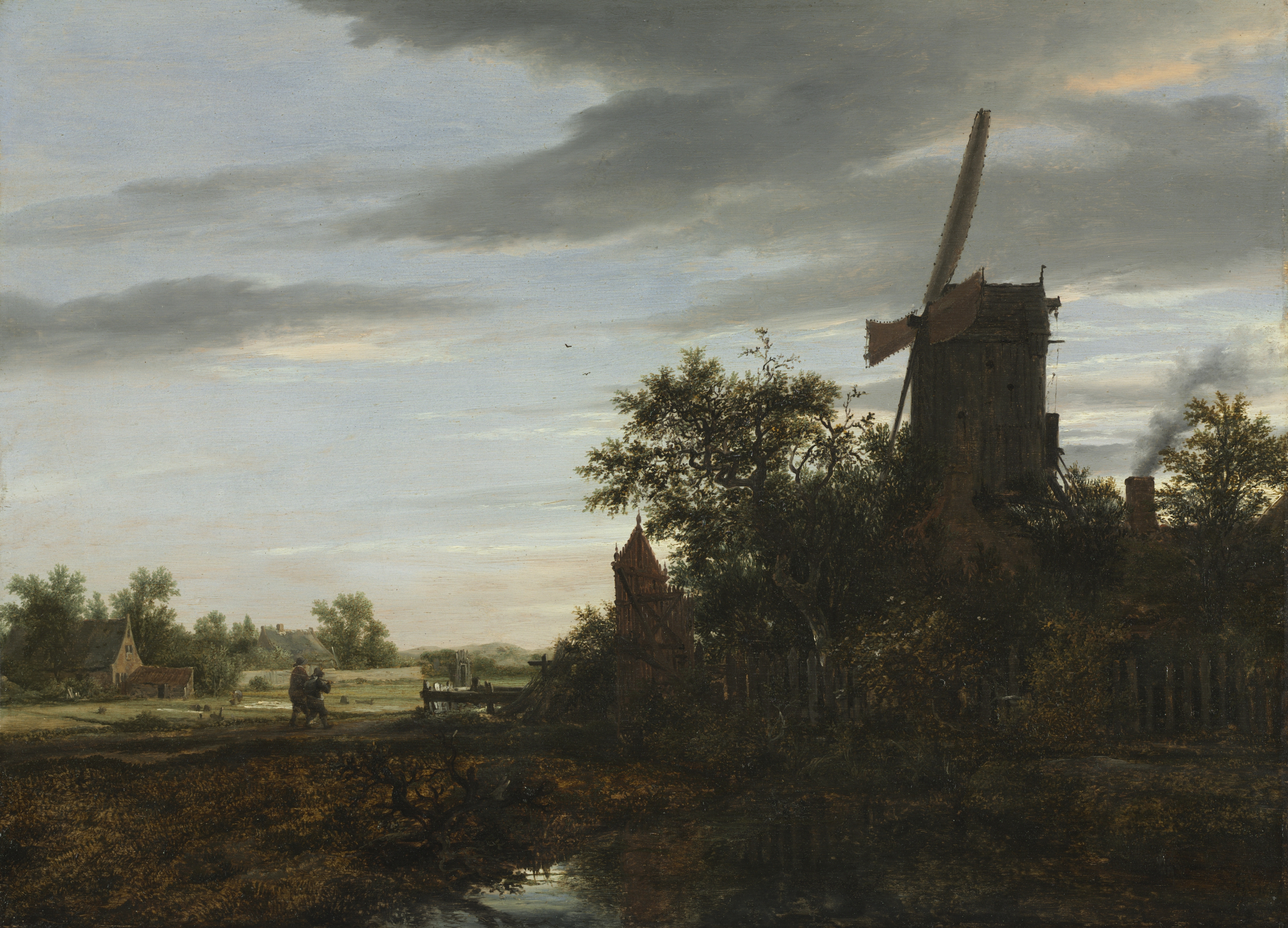
«Пейзаж з вітряком», Якоб ван Рейсдал (1646)
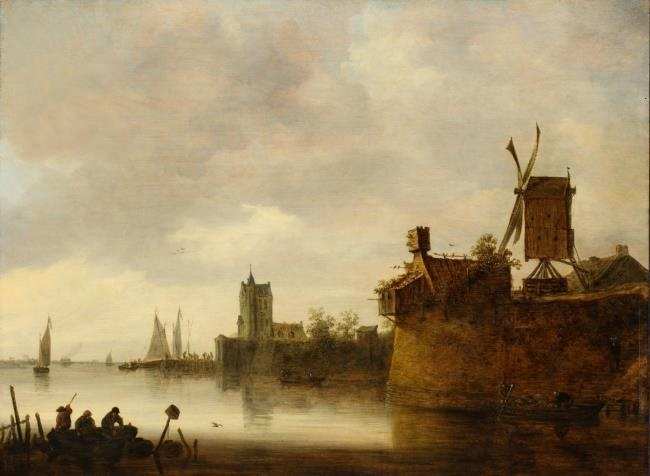
«Річковий пейзаж із вітряним млином», Ян ван Гоєн (1648)

Жінка своїми діями створює великі круглі брижі на поверхні річки, але човен безшумно проходить повз не залишаючи сліду. Плавно входячи в сюжет човен дивно обрізаний так, що у сучасників складається враження споглядання імпресіоністичних картин Едґара Деґа. Під час реставрації було виявлено, що спочатку Рембрандт намалював міст через цю річку, але пізніше, очевидно, передумав і намалював міст в іншому місці, додавши човен. Отже, символ зв'язку, людської взаємодії, був замінений цим образом роз'єднання, простору, що розділяє людей. П'ять фігур на передньому плані, якщо споглядати їх зліва направо, створюють немовби алегорію «Трьох віків людського віддалення». Мати й дитина на шляху все ще разом, але дитина починає рухатися вперед намагаючись віддалитися; на березі чоловік і жінка підкреслено розділені простором та положенням (один стоїть, а інша сидить), не стикаються один з одним; на правому краю човняр дрейфує на самоті. Розрив між човном і берегом, ця невелика ділянка хвилястої води, є тонким, але потужним символом людської роз'єднаності, нездоланної прірви між людьми. На передньому плані зигзагоподібна стежка відправляє мандрівників до вітряка. Вигляд млина, що стоїть на вершині, його крила викликали безліч асоціацій у вдумливого голландського глядача XVII століття. Вітряки використовувалися для рекультивації для відкачування води з землі, але частіше використовувалися для запуску важких жорнів, які мололи пшеницю та ячмінь для основних продуктів, як хліб та пиво (батько Рембрандта молов ячмінь). Отже, млин є одночасно символом голландської винахідливості й життєвих потреб. Вітряки є символом голландського пейзажного живопису XVII століття і Рембрандт намагався буквально піднести до небес це звичайне видовище. Його лопаті обертаються на вітрі, млин є таким же символом руху та змін, як і річка, що тече внизу. Він стоїть у сонячному світлі, але одне з його лопатей уже затемнене, і зловісні темні хмари насуваються. Власне вони й розкривають швидкоплинну природу цієї освітленої сонцем миті та нагадують про стислість людського життя. Вітряк, його крила, що обертаються від світла в тінь і назад, символізує вирішальні елементи часу і випадку в житті. Осяяні сонцем крила обертаються, як колесо фортуни, а каміння стирається, як час. Цей звичайний млин Рембрандт зображає складним символом смертності, мінливості та випадковості. Ймовірно річка має навіть більше значення, ніж млин. Вона розділяє передній та задній план, а також з'єднує всі різноманітні простори картини, навіть відображаючи кольори неба.

Фрагменти з картини
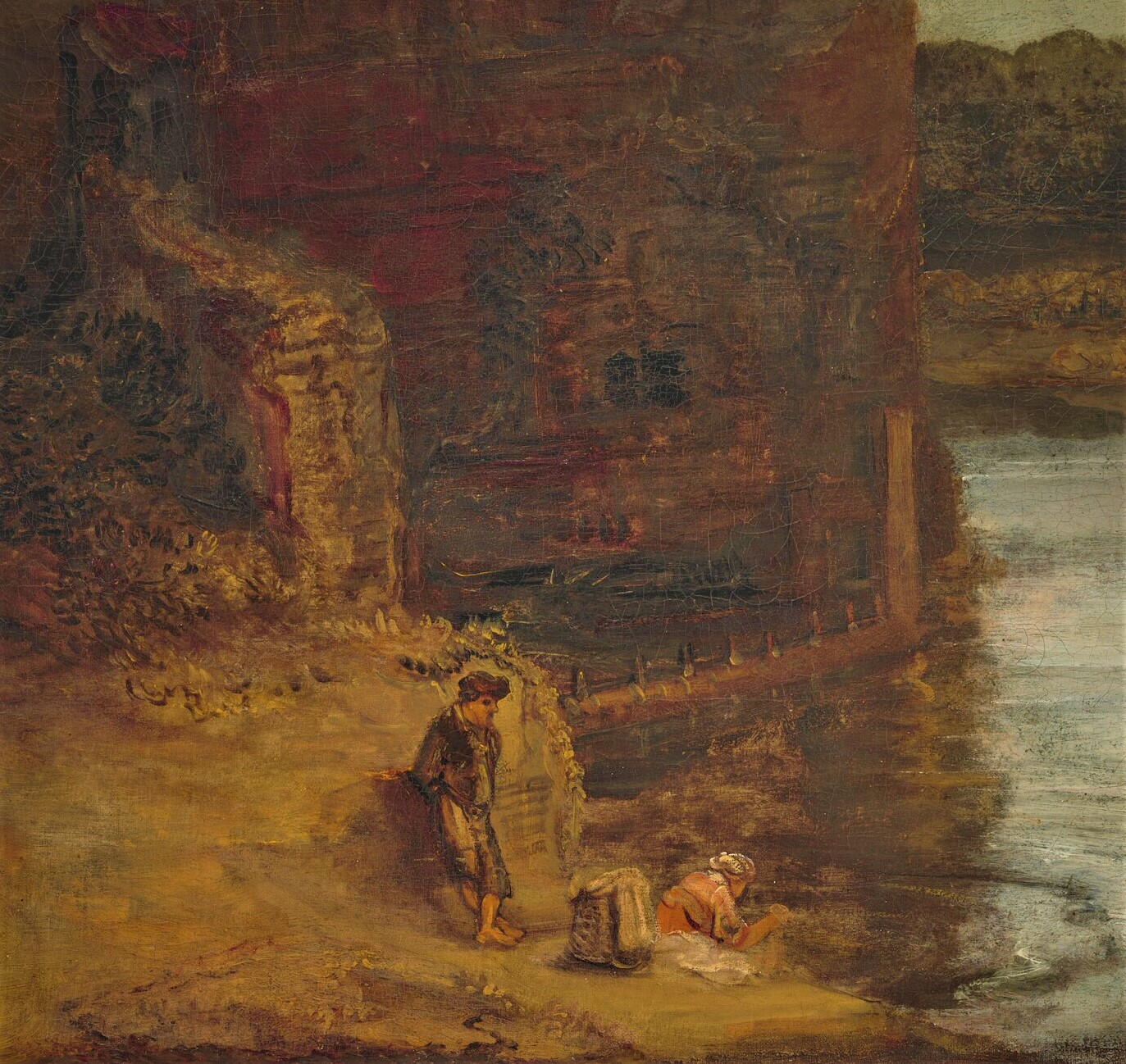
Жінка за пранням та чоловік, що стоїть поруч
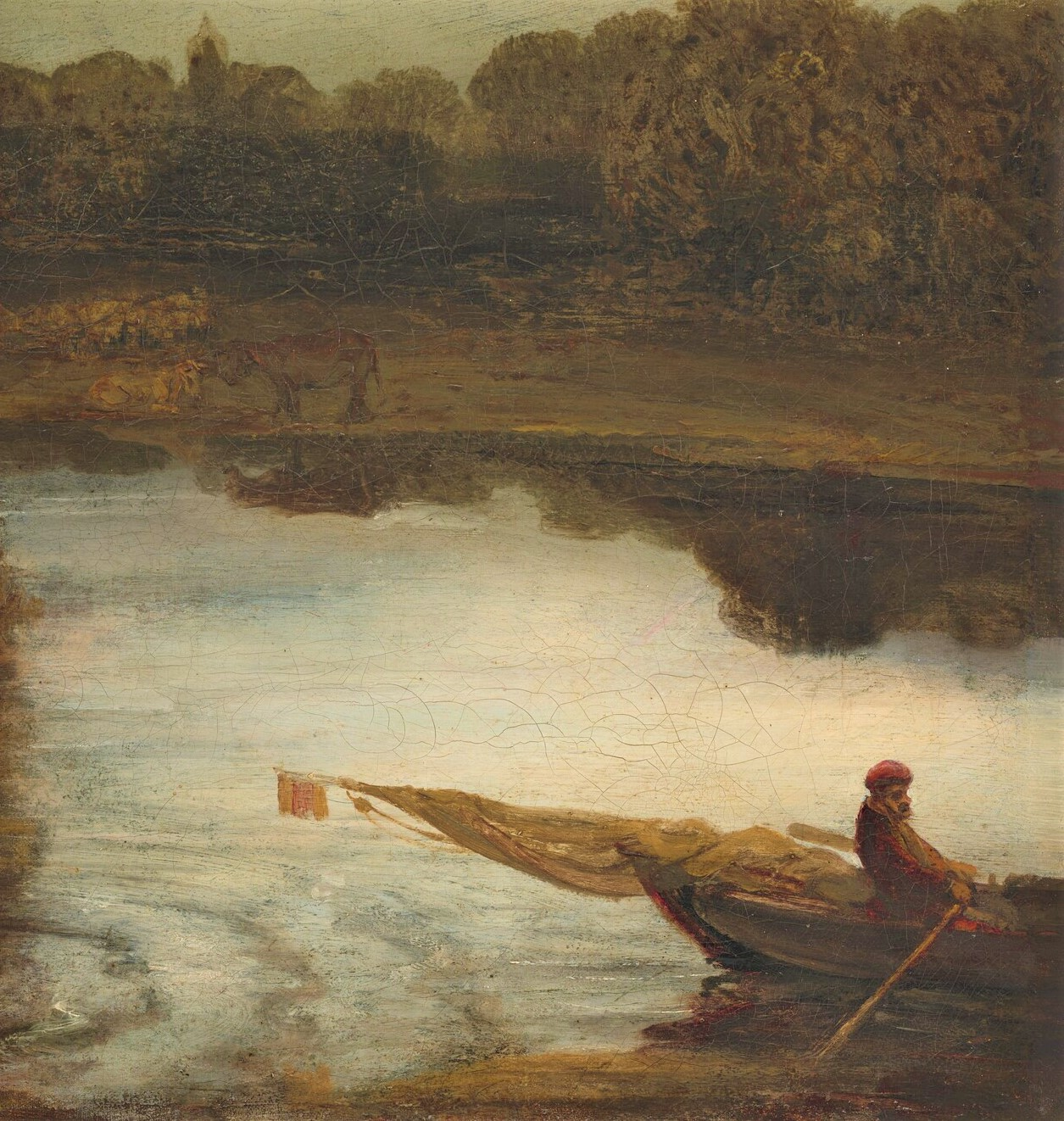
Весляр
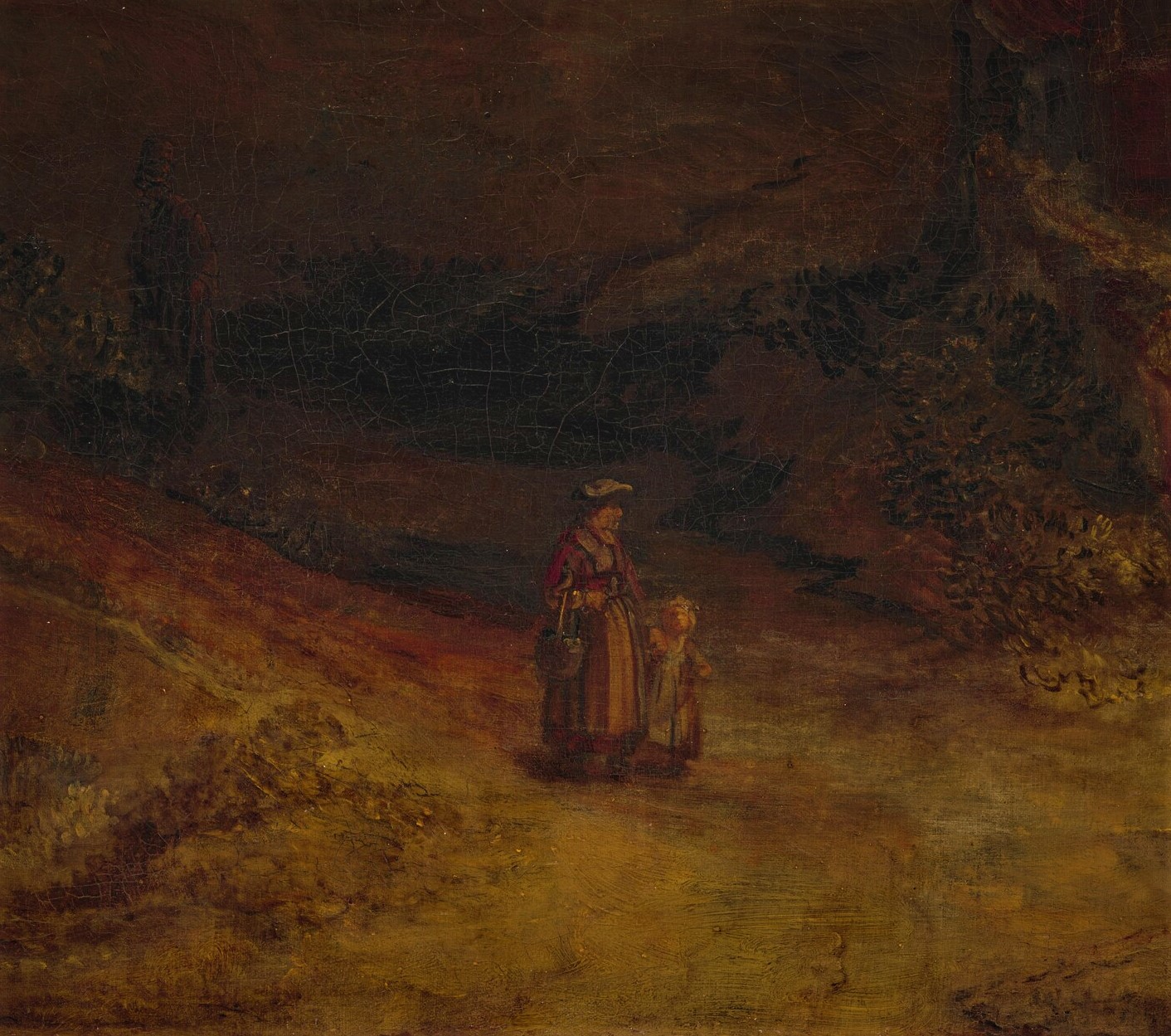
Жінка з дитиною
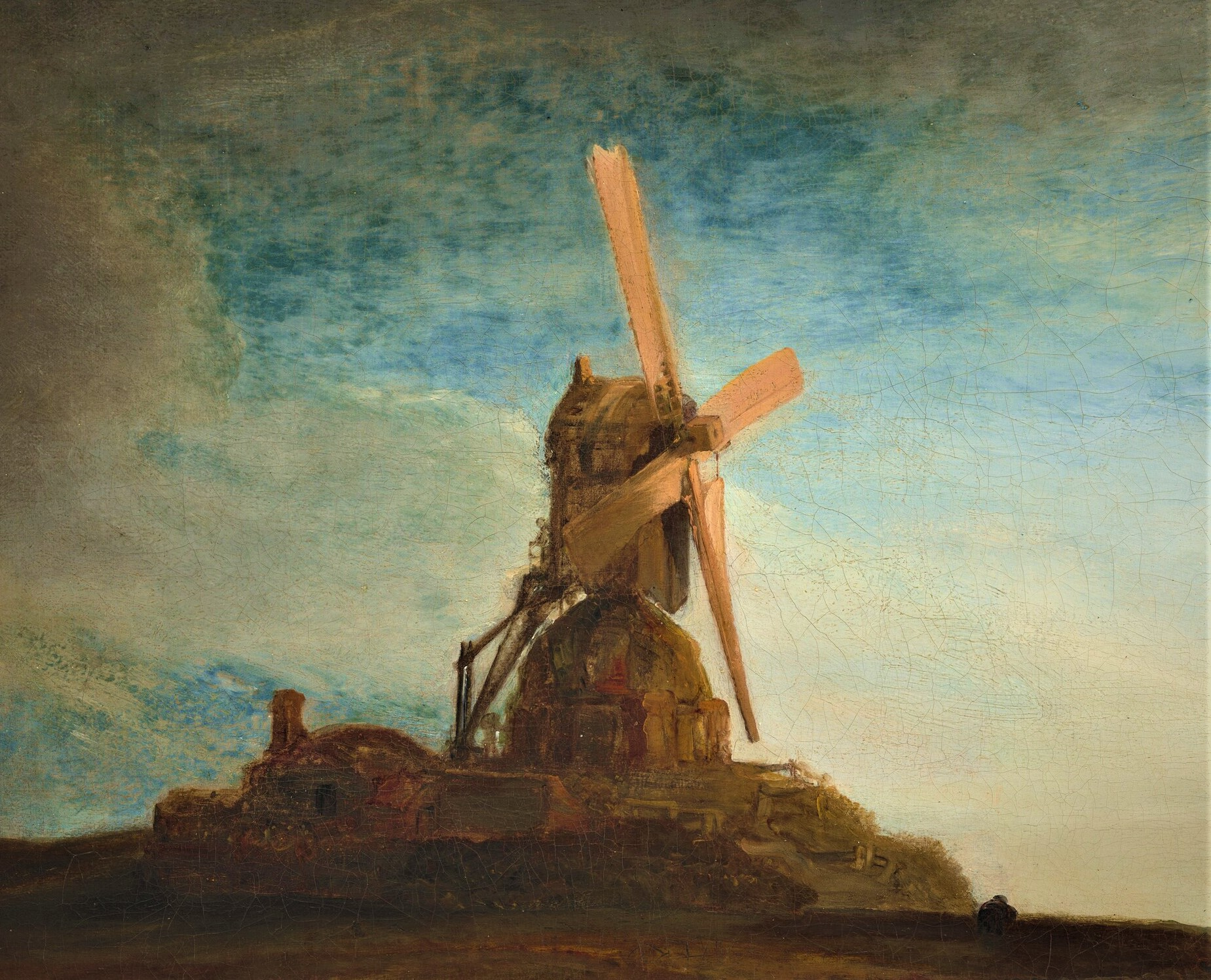
Млин

### Виконання
У другій половині 40-х років стає більш виразною проблематика творчості зрілого і пізнього Рембрандта. Саме тоді почала формуватися його нова живописна система, де світлотінь становиться першоосновою, твірним елементом художньої структури. Світло, що випромінює сяяння та тепло, стає матеріальним еквівалентом вираження ліричного почуття, визначає духовну атмосферу сцени, її етичного сенсу. Світло визначає буття кольору в картині, його виразну силу.
Оригінальне полотно — це тонка, щільно виткана тканина гладкого переплетення з обробленими краями. Уздовж нижнього краю картини присутній горбок, який простягається на 7 см, що вказує на його оригінальність, а не подальшу появу. Уздовж верхньої та бічних сторін картини відсутні обрубки тканини, що може свідчити про те, що ці краї були зрізані й картина мала інші розміри. Разом з тим правий край має характерну особливість: фарба закінчується приблизно на 1 см від краю, хоча земля простягається до кінця. Це різке закінчення фарби вздовж правого боку картини, ймовірно, вказує на те, що це оригінальний край, попри той факт, що вздовж полотна не існує ніяких ворсинок. Полотно було підготовлено за допомогою подвійного ґрунтування, яке складалося з черво-коричневого нижнього шару, за яким слідував жовтувато-сірий верхній шар. Чорні мазки, деякі з яких виконані широким пензлем, можна побачити за допомогою інфрачервоної рефлектографії з довжиною хвилі від 1,2 до 2,5 мікрон. Саме при цьому значенні чітко можна розгледіти силуети ландшафтних форм, фігури та млин, а також концентричні брижі на воді. Фарба була нанесена у два етапи: яскраві кольори першого етапу, позначеного пензлем, були приглушені більш стриманими кольорами та гладкою фарбою на завершальному етапі. Помітні численні зміни та перероблення, що належать Рембрандту. Намальований ескіз спочатку поміщав млин між пагорбом зліва та праворуч мосту, що перетинав мис до краю композиції та відбивався у воді знизу. У результаті дослідження за допомогою рентгенівського випромінювання стало відомо, що спочатку були намальовані небо та вода, але невдовзі профіль пагорба було опущено, а міст та його відображення замальовано взагалі. Кардинально були перероблені небо, берег, вода. До сьогодні картина збереглася в чудовому стані, лише з незначними втратами по краях і невеликими потертостями у верхньому лівому куті. Темно-сірі плями на небі можуть бути викликані зміною кольору пігменту смальти. Останнього разу картина була на реставрації у 2001 році, коли було знято шар лаку, який наклали ще в 1979 році, оскільки він більше не насичував темну фарбу.

### Автентифікація
Попри популярність картини, яку можна простежити з XVII століття, коли вона була в колекції герцога Орлеанського, вже у XX столітті атрибуція була предметом значної суперечки. Експертом, який, першим поставив під сумнів атрибуцію, був Вольдемар фон Зайдліц, який порушував це питання в газетних статтях починаючи з 1902 року. Однак, перший глибокий аналіз стилістичних проблем щодо атрибуції картини він розмістив в художньому журналі Kunst und Künstler в 1911 році. Зайдліц наголошував, що концепція цієї картини відрізняється від інших пейзажів Рембрандта, її низький горизонт, відсутність множинності та, перш за все, сильні контрасти світла й темряви були нехарактерні для Рембрандта. Критик припустив, що автором можна вважати художником Арта де Ґелдера, підкреслюючи, що саме де Ґелдер віддає перевагу теплим прозорим кольорам, у яких виконаний «Млин». Майже одночасно з появою статті Зайдліца з'явилися газетні повідомлення про те, що на картині виявили підпис відомого пейзажиста Геркулеса Сегерса, що лише спонукало до подальших спекуляцій навколо атрибуції. Наступне уточнення цієї статті виявило, що сталася помилка й мова йшла про зовсім іншу картину. Траплялися роздуми про те, що картина «Млин» взагалі є англійською підробкою XIX століття. Разом з тим, атрибуцію Рембрандта рішуче захищали такі видатні постаті, як Вільгельм фон Боде, Абрагам Бредіус, Корнеліс Гофстеде де Гроот та Ян Пітер Вет. З часом фон Зайдліц погодився з їх аргументами й перестав вважати «Млин» роботою Сегерса, але продовжував сумніватися в атрибуції Рембрандта. Після шквалу ажіотажу, викликаного придбанням картини Національною галереєю мистецтва, питання атрибуції картини серйозно не обговорювалося понад шістдесят років. Характерним є те, що в США, куди картина потрапила в 1911 році, вона була прийнята дослідниками (серед яких Якоб Розенберг та Вольфганг Штехов), як робота Рембрандта і не викликала сумніви. Більш радикальними були їх європейські колеги, які з часом взагалі перестали включати «Млин» до каталогу робіт Рембрандта. Навіть Бредіус, який у 1911 році захищав атрибуцію картини в 1935 році виключив її зі свого корпусу картин Рембрандта. Його приклад наслідували Курт Баух в 1966 році та Хорст Герсон в 1969 році й не включили картину до свого каталогу творчості ван Рейна.
Хоча Рембрандт ван Рейн був сином мельника, але картин, на яких він зображував вітряки, дуже мало. Якщо придивитися більш ретельно, то можна побачити, що лопаті млина крутяться неправильно. Протягом століть млини оберталися проти годинникової стрілки. Звідси виникає запитання про те, як міг син мірошника зробити таку помилку й чи взагалі він автор цієї картини? Такого роду пейзаж мав би займати особливе місце для Рембрандта, а джерелом натхнення мав стати вітряк його родини. Ще його бабуся була мельничкою на млині, що стояв на шибеничному полі за містом Лейден. Через облогу міста військами іспанців млин був перенесений у місцевість біля Білих Воріт.
Саме тому, під час споглядання картини в Національній галереї мистецтва голландський художник Рінус Рулофс звернув увагу на лопаті вітряка, які зображені невірно. Отже, він поставив під сумнів автентичність картини, яку наразі офіційно вважають роботою Рембрандта. Він впевнений, що Рембрандт ще змалку мав добре знати напрямок обертання лопатей голландського вітряка. Наприклад, якщо вони будуть рухатися за годинниковою стрілкою, то жорна будуть неправильно обертатися один над одним і зерно не подрібниться. Саме через такі деталі критики вважають, що деякі роботи віднесені до творчості Рембрандта є свого роду колективним результатом. За аргумент вони приводять величезну кількість робіт Рембрандта, які реалізувати він міг лише завдяки допомозі своїх численних «учнів». Важко уявити, що син мірошника своїми руками допустив би помилку в зображенні млина. Набагато імовірніше, що учень або фальсифікатор зробив таку роботу на основі офорта. Для неспеціаліста перевернуті лопаті млина менш помітні й тому, можливо, це пояснює той факт, що деталь тривалий час була не помічена в офіційній художньо-історичній літературі впродовж чотириста років.

## Відгуки
Картина «Млин» значно вплинула на багатьох англійських живописців. Нею відверто захоплювався Вільям Тернер, а Джошуа Рейнольдс написав свою версію цього сюжету. Чарльз Тернер, автор «Походження мистецтва», виконав гравюру з цієї картини для своєї книги, яка в ті часи була майже в кожній майстерні британських художників XIX століття.
Саймон Шама британо-американський історик та творець документальних фільмів, спеціаліст з історії мистецтв та історії Нідерландів вбачає в картині «паралель між обороною від тирана-моря й захистом від тирана іспанської імперії, де вітряк — як солдат у битві. В той час як інші вояки боролися за незалежність Нідерландів, млин Рембрандта як сторож, що стоїть над вигином річки та панує над навколишнім краєм».
Мистецтвознавець та критик, який з 1967 по 2009 рік писав статті для видання The Washington Post Пол Річард відгукувався про картину так: «Меланхолічний, але рухливий „Млин“ — дивна картина. Його люблять і не довіряють. Ні його краса, ні його старовинність, ні історична важливість не викликають сумніву, але його авторство викликає».